# Пончозеро
Пончозеро — озеро в Мурманской области, расположенное на юге Кольского полуострова. Площадь поверхности — 19,9 км². Высота над уровнем моря — 45,6 м.
Относится к бассейну Белого моря, связывается с ним рекой Умба. Питание озера в основном снеговое и дождевое. Берег изрезанный. В озеро впадают две протоки реки Умбы (Кица и Родвинга), выходящие из озера Канозеро.
В северо-западной части находится губа Лебяжья, в юго-восточной — губа Товань. Имеется два острова, крупнейший, Горелый — на юге.